# Mattaldi
Mattaldi é um município da província de Córdova, na Argentina.